# Eugenia impunctata
Eugenia impunctata är en myrtenväxtart som beskrevs av Otto Karl Berg. Eugenia impunctata ingår i släktet Eugenia och familjen myrtenväxter. Inga underarter finns listade i Catalogue of Life.